# Natalie du Toit
Pour les articles homonymes, voir Du Toit.
Natalie du Toit, née le 29 janvier 1984 au Cap, est une nageuse sud-africaine spécialiste des épreuves de nage en eau libre. Elle s'est distinguée en remportant cinq titres de championne paralympique aux Jeux paralympiques de 2004 puis en devenant la première nageuse amputée à se qualifier parmi les valides pour les Jeux olympiques de 2008 organisés à Pékin.

## Biographie
Natalie du Toit naît dans la ville du Cap le 29 janvier 1984. Elle pratique la natation au haut niveau depuis ses quatorze ans, âge auquel elle participe aux Jeux du Commonwealth de 1998, jusqu'en février 2001 quand, à la suite d'un accident de voiture alors qu'elle circulait à scooter de retour d'un entraînement, elle est amputée de sa jambe gauche,.
Contrainte de porter une prothèse dans la vie quotidienne, la Sud-Africaine reprend malgré tout la natation en handisport. Dès 2002, elle participe aux Jeux du Commonwealth et remporte deux médailles d'or en battant à chaque fois le record du monde parmi les invalides (sur 50 et 100 m nage libre). Mais la nageuse s'aligne également parmi les valides et obtient une huitième place en finale du 800 m nage libre, la même position qu'elle avait obtenue quatre ans auparavant à Kuala Lumpur avant son accident. Première nageuse présentant un handicap à se qualifier pour une finale lors d'une telle compétition, la Sud-Africaine est saluée à l'issue des Jeux par la David Dixon Award récompensant l'acte sportif le plus significatif. En 2003 à Abuja, du Toit remporte une médaille d'or sur 800 m lors des Jeux panafricains et ce parmi les valides.
Elle accomplit la même performance quatre ans plus tard lors des jeux africain d'Alger en 2007
Elle tente cependant en vain de se qualifier parmi les valides pour les Jeux olympiques d'été de 2004 organisés à Athènes. En effet, alignée sur 800 m lors des championnats d'Afrique du Sud 2004, elle termine deuxième de la course mais ne réalise pas le temps minimal requis pour se qualifier pour le rendez-vous olympique. La nageuse se concentre alors pour les Jeux paralympiques disputés immédiatement après l'événement olympique. Elle y remporte cinq médailles d'or et une d'argent aussi bien en nage libre qu'en papillon, dos ou quatre nages. En 2006, elle s'illustre de nouveau lors des Jeux du Commonwealth en remportant deux médailles d'or chez les invalides puis glane six médailles d'or lors des championnats du monde de natation handisports de l'IPC.
En 2008, elle remporte la médaille d'or de nage en eau libre des Championnats d'Afrique de natation 2008 et se qualifie pour les Jeux olympiques d'été de 2008 pour la nouvelle épreuve de nage en eau libre. Natalie du Toit termine en effet à la quatrième place de l'épreuve de qualification à l'occasion des championnats du monde de nage en eau libre 2008 disputés à Séville (Espagne). En un peu plus de 2 heures, celle qui ne termine que cinq secondes derrière la vainqueur russe Larisa Ilchenko devient la première femme amputée à se qualifier pour les Jeux olympiques,. Elle est plus tard désignée porte-drapeau de la délégation sud-africaine par le Comité national olympique sud-africain, une première pour une sportive amputée lors d'une cérémonie d'ouverture olympique. Lors des compétitions, la nageuse termine 16e de l'épreuve en eau libre sur 10 km sur 25 participantes. Elle échoue alors à moins d'une minute et vingt secondes du podium. Déçue de sa performance, la Sud-Africaine se fixe malgré tout pour objectif de participer aux prochains Jeux olympiques organisés en 2012.
Alignée sur cinq épreuves aux Jeux paralympiques d'été de 2008 qui suivent l'événement olympique, Natalie du Toit remporte cinq médailles d'or portant à 10 le nombre de titres paralympiques remportés par la nageuse. Elle est ainsi l'une des deux premières personnes à se qualifier à la fois pour les Jeux olympiques et paralympiques la même année, avec la pongiste polonaise Natalia Partyka,.

## Palmarès

### Jeux paralympiques
- Jeux paralympiques de 2004 à Athènes (Grèce) :
  -  Médaille d'or sur 50 m nage libre (catégorie S9[12])
  -  Médaille d'or sur 100 m nage libre (S9).
  -  Médaille d'or sur 400 m nage libre (S9).
  -  Médaille d'or sur 100 m papillon (S9).
  -  Médaille d'or sur 400 m 4 nages (SM9[12]).
  -  Médaille d'argent sur 100 m dos (S9).

- Jeux paralympiques de 2008 à Pékin (Chine) :
  -  Médaille d'or sur 100 m papillon (S9).
  -  Médaille d'or sur 100 m nage libre (S9).
  -  Médaille d'or sur 200 m 4 nages (SM9).
  -  Médaille d'or sur 400 m nage libre (S9).
  -  Médaille d'or sur 50 m nage libre (S9).

- Jeux paralympiques de 2012 à Londres (Royaume-Uni) :
  -  Médaille d'or sur 100 m papillon (S9).
  -  Médaille d'or sur 400 m nage libre (S9).
  -  Médaille d'or sur 200 m 4 nages (S9).
  -  Médaille d'or sur 100 m nage libre (S9).

### Jeux olympiques
- Jeux olympiques de 2008 à Pékin (Chine) :
  - 16e place sur 10 km en eau libre, en 2 h 0 min 49 s 9[13].

### Championnats du monde de nage en eau libre
- Championnats du monde de nage en eau libre 2008 à Séville (Espagne) :
  - 4e place sur 10 km en eau libre, en 2 h 2 min 7 s 8

### Championnats d'Afrique
- Championnats d'Afrique de natation 2006 à Dakar (Sénégal) :
  -  Médaille d'argent sur 400 m nage libre.
  -  Médaille de bronze sur 800 m nage libre.
  -  Médaille de bronze sur 1 500 m nage libre.

- Championnats d'Afrique de natation 2008 à Johannesbourg (Afrique du Sud) :
  -  Médaille d'or sur 5 km en eau libre.

### Jeux africains
- Jeux africains de 1999 à Johannesbourg (Afrique du Sud) :
  -  Médaille d'argent sur 200 m papillon.
  -  Médaille d'argent sur 200 m quatre nages.

- Jeux africains de 2003 à Abuja (Nigeria) :
  -  Médaille d'or sur 800 m nage libre.

- Jeux africains de 2007 à Alger (Algérie) :
  -  Médaille d'or sur 1 500 m nage libre.
  -  Médaille d'or sur 4x200 m nage libre.

- Jeux africains de 2011 à Maputo (Mozambique) :
  -  Médaille d'or sur 100 m nage libre (S6-S10).
  -  Médaille d'or sur 100 m dos (S6-S10).
  -  Médaille d'or sur 200 m quatre nages (S6-S10).

## Distinctions
- Nageur handicapé de l'année en 2008
- Membre des 100 Greatest South Africans en 2004